# 罗马里什
罗马里什是葡萄牙阿威罗区的一个堂区。总面积10.44平方公里，总人口3650人，人口密度349.6人/平方公里。